# One of Ours
One of Ours é um romance de 1922 de Willa Cather que ganhou o Prêmio Pulitzer de Romance de 1923. Conta a história da vida de Claude Wheeler, um nativo de Nebraska nas primeiras décadas do século XX. Filho de um fazendeiro bem-sucedido e de uma mãe extremamente piedosa, ele tem a garantia de um meio de vida confortável. No entanto, Wheeler se vê como uma vítima do sucesso de seu pai e de seu próprio mal-estar inexplicável.

## Composição
A prima de Cather, Grosvenor (GP Cather), nasceu e foi criada na fazenda adjacente à de sua família, e ela combinou partes de sua personalidade com a de Grosvenor no personagem Claude. Cather explicou em uma carta a Dorothy Canfield Fisher:
Nós éramos muito parecidos e muito diferentes. Ele nunca conseguia escapar da miséria de ser ele mesmo, exceto em ação, e tudo o que ele fazia acabava sendo feio ou ridículo... Eu estava hospedado na fazenda do pai dele quando a guerra começou. Passamos a primeira semana transportando trigo para a cidade. Naquelas longas viagens no trigo, conversamos pela primeira vez em anos, e eu vi algumas das coisas que realmente estavam no fundo da mente dele... Eu não tinha mais pensamentos de escrever uma história sobre ele do que de escrever sobre meu próprio nariz. Era tudo dolorosamente familiar. Era apenas para escapar dele e de sua espécie que eu escrevi.
Grosvenor foi morto em 1918 em Cantigny, França. Cather soube de sua morte enquanto lia o jornal em um salão de cabeleireiro. Ela escreveu:
Daí em diante, ele estava na minha mente. O muito pessoal, o constrangimento do parentesco, se foram. Mas ele estava tanto na minha mente que eu não conseguia passar por ele para outras coisas... um pouco de mim foi enterrado com ele na França, e um pouco dele foi deixado vivo em mim.
Ele foi condecorado com a Cruz de Serviço Distinto e uma citação Estrela de Prata por bravura sob fogo, sobre a qual Cather escreveu:
Que algo tão glorioso pudesse ter acontecido a alguém tão deserdado de esperança. Timidamente, com raiva, ele costumava me perguntar sobre a geografia da França no vagão de trigo. Bem, ele aprendeu, veja bem.
Cather ficou descontente porque o romance "será classificado como uma história de guerra", o que não era sua intenção. Ela abandonou sua prática anterior de escrever sobre a vida ocidental que conhecia bem para escrever esta história ambientada em parte na vida militar e no exterior apenas porque "ela estava entre mim e qualquer outra coisa".
Cather estava trabalhando no romance durante uma visita ao Canadá no verão de 1919 e o terminou em Toronto em 1921. Ela usou as cartas de seu primo e as de David Hochstein, um violinista de Nova York que serviu de modelo para o amigo de guerra de Claude, David Gerhardt. Ela entrevistou veteranos e soldados feridos em hospitais, concentrando-se especialmente na experiência dos moradores rurais de Nebraska, que ela descreveu em um artigo de revista, "Roll Call on the Prairie". Ela também visitou os campos de batalha franceses.

## Trama
Enquanto frequentava o Temple College, Claude tentou convencer seus pais de que frequentar a Universidade Estadual lhe daria uma educação melhor. Seus pais ignoram seus apelos e Claude continua na faculdade cristã. Depois de um jogo de futebol, Claude conhece e faz amizade com a família Erlich, adaptando rapidamente sua própria percepção de mundo ao amor dos Erlich pela música, pelo pensamento livre e pelo debate. No entanto, sua carreira na universidade e sua amizade com os Erlichs são drasticamente interrompidas quando seu pai expande a fazenda da família e Claude é obrigado a deixar a universidade e operar parte da fazenda da família.
Uma vez preso à fazenda, Claude se casa com Enid Royce, uma amiga de infância. Suas noções de amor e casamento são rapidamente devastadas quando fica claro que Enid está mais interessada em ativismo político e trabalho missionário cristão do que em amar e cuidar de Claude. Quando Enid parte para a China para cuidar de sua irmã missionária, que adoeceu repentinamente, Claude volta para a fazenda de sua família. Com o início da Primeira Guerra Mundial na Europa, a família fica obcecada por todos os acontecimentos vindos do exterior. Quando os Estados Unidos decidem entrar na guerra, Claude se alista no Exército americano.
Acreditando finalmente ter encontrado um propósito na vida — além do trabalho árduo da agricultura e do casamento — Claude se deleita com sua liberdade e novas responsabilidades. Apesar da epidemia de gripe e das dificuldades constantes no campo de batalha, Claude Wheeler nunca se sentiu tão importante. Sua busca por noções vagas de propósito e princípio culmina em um feroz encontro na linha de frente com um ataque alemão avassalador.

## Temas principais
O romance é dividido em duas partes: a primeira metade em Nebraska, onde Claude Wheeler luta para encontrar o propósito de sua vida e fica decepcionado, e a segunda na França, onde sua busca por propósito é justificada. Um romântico insatisfeito com o casamento e um idealista sem um ideal ao qual se agarrar, Wheeler realiza seu idealismo romântico nos brutais campos de batalha da França de 1918.
One of Ours é o retrato de uma personalidade peculiarmente americana, um jovem nascido depois que a fronteira americana desapareceu, cuja inquietação tipicamente americana busca redenção na fronteira de guerra muito mais sangrenta e descobre na França um parentesco com a terra desconhecida no Novo Mundo.

## Crítica
Sinclair Lewis elogiou a parte da obra sobre Nebraska — "a verdade guia a primeira parte do livro" — mas escreveu que na segunda metade Cather produziu um "romance de violinistas galantemente transformados em soldados, de sargentos abnegados, investidas à meia-noite e todos os lugares-comuns dos romances de guerra comuns". HL Mencken, que elogiou seu trabalho anterior, escreveu que ao descrever a guerra, o esforço de Cather "cai precipitadamente para o nível de uma série no The Lady's Home Journal ... travada não na França, mas em um estúdio de cinema de Hollywood".
Ernest Hemingway achou que era superestimado apesar de suas vendas e em uma carta a Edmund Wilson fez uma observação que um crítico posterior chamou de "flagrantemente chauvinista": "Aquela última cena nas linhas [de batalha] não foi maravilhosa? Você sabe de onde veio? A cena de batalha em Birth of a Nation. Eu identifiquei episódio após episódio, Catherized. Pobre mulher, ela teve que obter sua experiência de guerra em algum lugar."
O romance rendeu a Cather um público maior do que seus trabalhos anteriores, embora a recepção crítica não tenha sido tão positiva. O romance foi comparado desfavoravelmente a outros romances da Primeira Guerra Mundial, como Thee Soldiers, de John Dos Passos, escrito de um ponto de vista desiludido e anti-guerra. O protagonista de Cather, por outro lado, escapa de um casamento infeliz e de sua vida sem propósito em Nebraska e encontra o propósito de sua vida em seu serviço de guerra e camaradagem militar, especialmente na amizade de David Gerhardt, um violinista. Cather, escreve um crítico, “cometeu heresia ao parecer argumentar que a Primeira Guerra Mundial tinha sido, na verdade, uma experiência inspiradora, até mesmo libertadora, para alguns dos seus combatentes”.